# Zaumný jazyk
Zaumný jazyk (podle rus. um = rozum; tedy řeč za hranicemi rozumu), též zaum je básnický jazyk vytvářený bizarními kombinacemi hlásek a slabik přirozeného jazyka. 
Psali jím v druhém desetiletí 20. stol. ruští básníci spříznění vesměs s futuristickou skupinou (Chlebnikov, Kručonych, Zdaněvič, Gurová, Těrentěv, Rozanová, Kamenskij). Jejich experimentální ověřování nejzazších a pomezních možností jazyka vycházelo z jazykové hry známé již z folklóru a bylo do krajností dovedeným raně futuristickým „slovotvořičstvím“, při němž si ještě křížením vzniklé neologismy uchovávaly zřetelný význam. Podle Chlebnikova, který se pokusil poezii zaumu odůvodnit, je v morfémech a fonémech slov skryt základ jakéhosi univerzálního jazyka, takže „slova“ (kategorie) vzniklá jejich libovolnými kombinacemi sice nepatří žádnému přirozenému jazyku, ale zároveň napovídají „cosi nezachytitelného, přece však existujícího“.
O futuristickou praxi se opíralo též rozlišení poetického a sdělovacího jazyka u ruských formalistů. Zaumný jazyk nebyl ve své době jen křečovitým políčkem veřejnému vkusu, jak jej prezentovali nejednou i jeho tvůrci. Měl obrodit zvětralý jazyk symbolistů o nové smyslové hodnoty; ve své snaze dát základ „univerzálnímu“ jazyku budoucnosti, který by sjednotil lidi, když „rozumné jazyky je už rozeštvaly“ (Chlebnikov), je zaumný jazyk mysticky scestnou, ale umělecky důslednou reakcí na individualismus pozdně buržoazní kultury, kdy se hroutí společenské normy, řeč přestává být nástrojem komunikace a stává se ideologickou maskou vládnoucí třídy. Dnešní anachronické kopie snižují tuto historicky autentickou tvorbu na akademický experiment.

## Představitelé

### Velemir Vladimirovič Chlebnikov

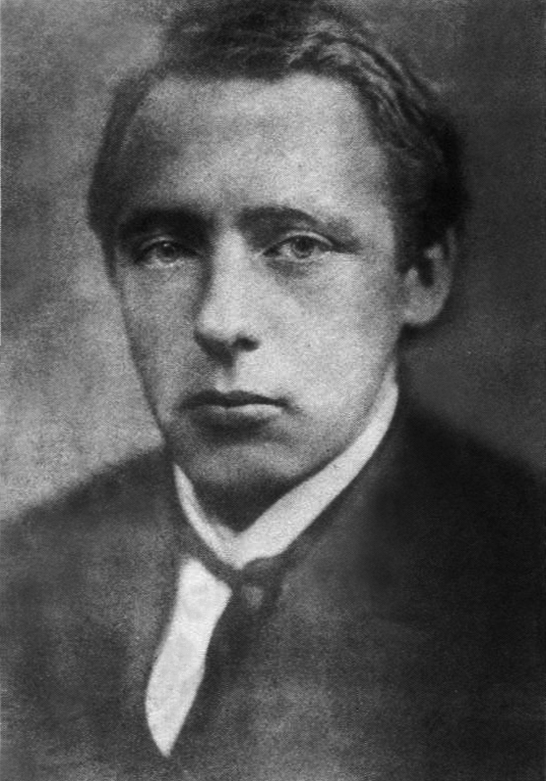
Velemir Vladimirovič Chlebnikov

Velemir Vladimirovič Chlebnikov byl ruský básník a dramatik; mluvčí ruského básnického futurismu. Autor experimentální poezie, tvůrce pojmu zaum, neologického básnického obrazu s mytologickým až psychoanalytickým obsahem; vycházel z ruského folklóru, z mytologické, filozofické hierarchie prvobytného umění a z klasických literárních eposů různých kultur. Stylizoval se do role básnického mesiáše a vytvořil teorii o ovládnutí číselných zákonů času a o vzniku jednotného světového jazyka. Česky vyšly výbory Zakletí smíchem, Čmáranice po nebi.

## Ukázka
Velemir Chlebnikov – Zakletí smíchem (Заклятие смехом)
О, рассмейтесь, смехачи!

О, засмейтесь, смехачи!

Что смеются смехами, что смеянствуют смеяльно,

О, засмейтесь усмеяльно!

О, рассмешищ надсмеяльных — смех усмейных смехачей!

О, иссмейся рассмеяльно, смех надсмейных смеячей!

Смейево, смейево,

Усмей, осмей, смешики, смешики,

Смеюнчики, смеюнчики.

О, рассмейтесь, смехачи!

О, засмейтесь, смехачи!
Překlad do češtiny Jiří Taufer:
Ó rozesmějte se, smáči!

Ó zasmějte se, smáči!

   Co smějí se smíchy, co smávají se smějavě.

Ó zasmějte se usměvavě!

Ó těch smáček nadsměvných – smích úsměvných smáčů!

Ó vysměj se rozesmátě smíchu nadsměvných smáčů!

   Smějivě, smějivě,

   usměj, osměj se, smíšku, smíškové,

   smíšečkové, smíšečkové!

Ó rozesmějte se, smáči!

Ó zasmějte se, smáči!